# ゼア・ゼア
「ゼア・ゼア」（英語: There There）は、イギリスのロックバンド、レディオヘッドの楽曲。副題やピリオドを占めた正式タイトルは「ゼア・ゼア.（ザ・ボウニィ・キング・オブ・ノーホエア）」（There There. (The Boney King of Nowhere.)）。しかしシングルやトリビュート盤などではそれらは大抵カットされている。

## 概要
彼らの6thアルバム『ヘイル・トゥ・ザ・シーフ』に収録されており、その先行シングルカット曲。イギリスでは最高位4位を記録。
『Kid A』と『アムニージアック』というエレクトロニカに接近した2連作からの「ロックのダイナミズムへの回帰」を志向したナンバーであり、用いられている楽器はすべてがギター・ベース・ドラム・パーカッションといったロック的/ビート的なもの。しかしながらそれらはロックやハードロックの様式的な音を鳴らしているわけではなく、全体としてはパブリック・イメージ・リミテッドやカンの諸作のような前衛リズムロック風の趣。シングルのPVはトムが薄暗い森の中を彷徨い黄金の靴に手を伸ばしたばかりに森の一部にされてしまうという、歌詞との親和性が強いストーリーになっている。

## バックグラウンド
『ヘイル・トゥ・ザ・シーフ』制作時にトムが作成した3枚のデモの中で「Episcova」に収録されており、最初期のデモでは長大で淡々とした9分弱の曲だった。やがてそれは半分近くにまとめられツインヴォーカルパートが加わり、前半部とアウトロの区別がはっきりとしたものになる。オックスフォードのスタジオでバンドとしてのデモが録音され、プレイバックを聞いたトムは予想以上の素晴らしさに涙を流したという（MM誌）。そこからバンドは同アルバムの他の曲と同じようにリスボンのライブで試験的に曲を披露しつつ、アレンジと格闘。最終的に現在の形で完成された。
トムはアルバム発売前に多くの英米のメディアに「シングルカットはそういう（ロック的な）楽器だけを使ったラジオ向きポップソングになる」などと謳っていた。ロック的な楽器のみで構成されるということ自体は正しかったものの、『ゼア・ゼア』はそれらの発言から推移して当時メディアが報じていたような、『ザ・ベンズ』以前回帰の音楽性とはほとんど相いれない趣を持った楽曲となっていた。ただ、トムやメンバー自身はあくまで「僕らなりのラジオヒットソング」という姿勢を崩さなかった。

## サウンドプロダクション
曲の最大の特徴は、複数台のタムタムが叩きだす呪術的なビート。リムショットもアクセントとして効果的に使われている。
それらを土台にして、前半は独特なリズムのギターアルペジオと船舶の警笛を思わせるベースラインでコード感の薄いまま進む。途中のツインヴォーカルのコーラスでは、歌詞中の「難破を誘うセイレーンの歌声」となるファルセットをトムが模し、「Don't touch～」の部分をエドが担当。中盤の「There There」のリフレインから後半にかけて新たなギターパートが追加され、そのままアウトロまでリヴァーヴと歪みをきかせて進行、曲はタムタムの強迫的な連打に戻って収束していく。
ライブではドラムのフィルに加えてエドとジョニーも両サイドでタムタムを叩き、トムを中央にして迫力のトリプルパーカッションが繰り広げられる（中盤ジョニーはギターに持ち替えて対応）。発表後ライブでは定番の曲となっており、現在でもセットリストに組み込まれないことはほとんどない。

## チャート
| チャート（2003年）               | 最高順位 |
| -------------------------------- | -------- |
| イギリス（全英シングルチャート） | 4        |